# سلاتینا (لوزنیتسا)
سلاتینا (به صربی: Slatina) یک منطقهٔ مسکونی در صربستان است که در لوزنیسا واقع شده‌است. سلاتینا ۲۱۴ نفر جمعیت دارد.